# ساکا (قله)
ساکا، نام قله‌ای است منفرد و مخروطی شکل در منطقهٔ البرز مرکزی و با ارتفاع ۳۳۱۵ متر که در منطقه دشت هویج استان تهران واقع است.همچنین قله آتش کوه در شمال این قله با ارتفاع ۳۷۱۳ متر از سطح دریا قرار دارد که مسیر صعود به آن از ۳ جهت است . ۱-حرکت از روی تیغه های آتش کوه که نیازمند دانش و فنی بودن است.۲-حرکت از پاکوب بسیار راحت است ولی زمان صعود طولانی تر میشود و این مسیر شما را از پشت قله به قله میرساند.۳-حرکت از سمت صخره های قله ریزان که در زمستان بسیار مسیر خوبی است ولی نیاز به افراد حرفه ای دارد و از روی قله سیاه لت هم عبور می‌کند.همچنین مسیری دیگر و فرعی هم وجود دارد که فقط در بهار می توان از آن استفاده کرد و بالای آبشار سرستون قرار دارد ولی در تابستان به دلیل اینکه گل ها خشک شده اند مسیر شن اسکی می‌شود و با هر قدم ۱ متر به پایین میروید که این مسیر را برای تابستان پیشنهاد نمیکنم.

## موقعیت
قلهٔ ساکا در غرب منطقه دشت هویج واقع در روستای افجه شهرستان لواسان واقع است. این قله از شمال به قله آتشکوه به صورت خط‌الراسی متصل می‌گردد. قله ساکا در شمال روستای افجه و در شمال شرقی روستای کند قرار گرفته‌است. این قله در روزهایی که هوای تهران پاک باشد قابل مشاهده است.

## مسیرهای صعود
مسیر اصلی از غرب قله و ناحیه بین گردنه آتشکوه و ساکا می‌باشد که با یک کوهنوردی نه چندان فنی و متوسط زمان حدود ۳ ساعت می‌توان از دشت هویج به قله رسید.
صعود مسیرهای دیگر کوه شامل مسیر جنوب‌غربی، جنوبی و جنوب‌شرقی بعلت وجود یک نوار صخره‌ای که در امتداد هر سه این مسیرها و در ارتفاع حدود ۲۹۰۰ متری قرار گرفته‌است نیازمند کوهنوردی فنی‌تر می‌باشد.